# باکلان فوو
باکلان فوو (نام علمی: Leucocarbo stewarti)، همراه با باکلان جزیره اُتاگو که در گذشته به عنوان باکلان جزیره استوارت شناخته می‌شد و در فاز تیره آن به عنوان باکلان برنزه شناخته می‌شد، گونه‌ای از باکلان بومی جزیره استوارت / راکیورا و تنگه فوو است که نامش را از آن می‌گیرد.

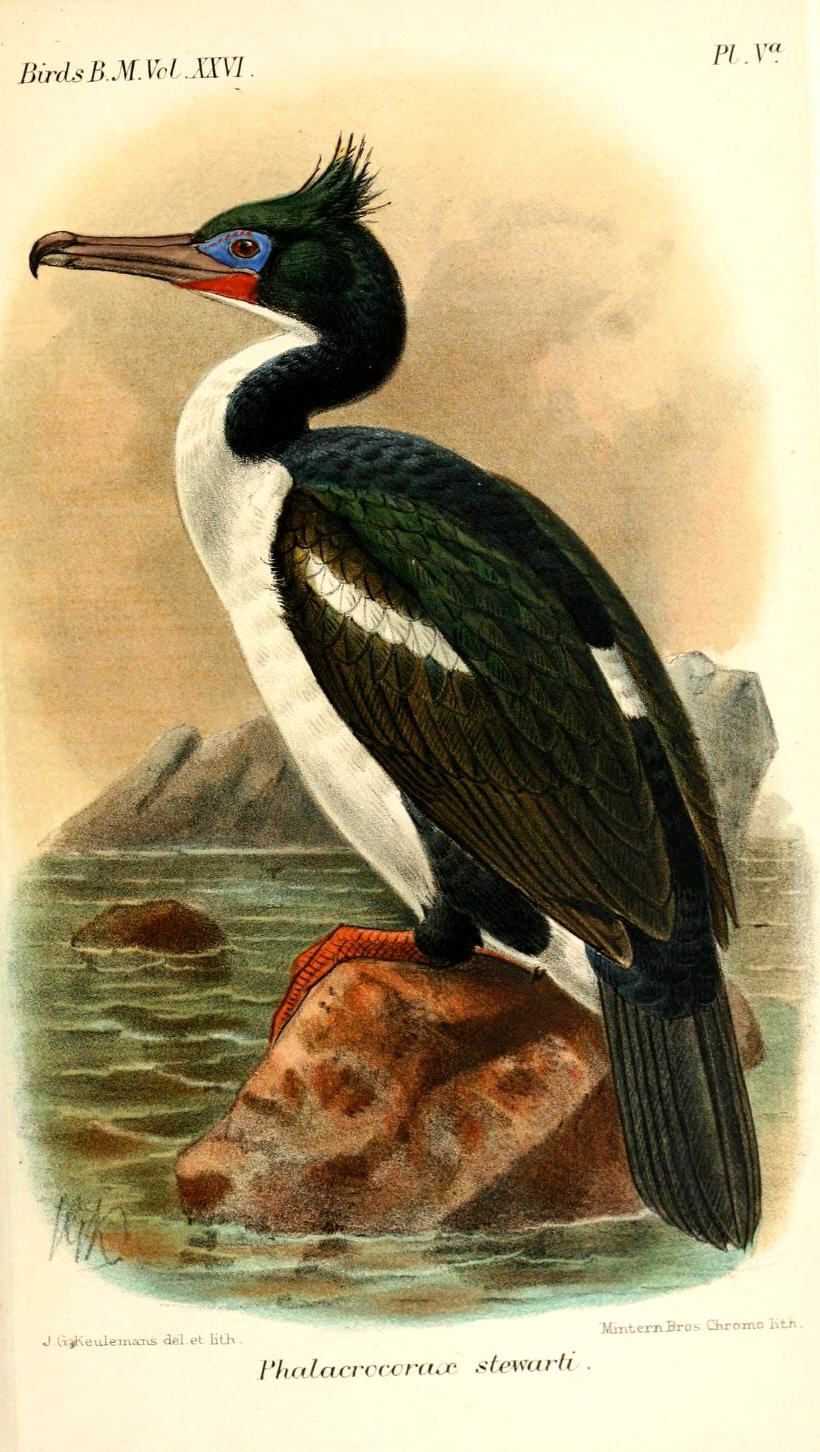
نقاشی از کاتالوگ پرندگان در موزه بریتانیا، ۱۸۹۷